# 森拓磨
森 拓磨（もり たくま、1978年9月27日 - ）は、広島テレビ（HTV）のアナウンサー。広島テレビ落語会（広テレ落語会）主宰。福岡県福岡市出身。

## 人物
中学、高校、大学とバスケットボールに打ち込む。
福岡大学を卒業後、TSSの入社試験を受けた後、2002年に広島テレビへ入社。愛称は「モリタク」。
広島テレビ落語会を主宰し、照日家まい九（てれびやまいく）としても活動。2017年からはマージブル落語会（主催：なかしまなおき）にも出演。
テレビ派での担当コーナー「水曜日のなにナニ?」（第3水曜）今サラゼミナールでは森アナウンサー直筆によるホワイトボードアートを毎回展開した。現在、毎週木曜コーナー「今イコ!」ではさいねい龍二とコンビでリポーターをしている。
2019年3月29日の広島東洋カープ対読売ジャイアンツ戦で初のプロ野球開幕戦実況を担当した。
2019年11月24日、フレスタPresents 第6回 ひろしま42.195kmリレーマラソンにさいねい龍二、ノッチ、熊切あさ美、広島修道大学陸上部員（マラソン選手ではない）らと出場。結果は、チームTIME 3時間27分9秒、フル種目 187位（321チーム中）。

## 現在の担当番組
- テレビ派（2011年4月4日 - ） 月～木曜MC[6]

木曜コーナー「今イコ!」（2018年4月 - ）さいねい龍二とコンビで担当。
2011年4月～2017年3月までは全曜日MC
2011年度は第1部のみ出演。
コーナー「水曜日のなにナニ?」第3水曜 今サラゼミナール（2017年4月 - 2018年3月21日）も担当
- DRAMATIC BASEBALL - 実況・リポート（現在は主に週末の試合を担当）
- デイリースポーツ広島版　コラム連載「広テレ森拓磨の元気花丸」
- Bリーグ中継（リーグ制作の公式映像）

## 過去の担当番組
テレビ
- テレビ宣言にゅー
- テレビ宣言
  - 街頭中継
  - 火曜日コーナー「あっぱれ！平成の仕事人」担当
- おはよう! ひろしま県
- YOUなび（木曜日）
- てっぺん!（2007年9月 - 2011年3月）MC
- 進め!スポーツ元気丸（2007年4月 - 2011年3月）MC
- ズームイン!!SUPER 広島担当キャスター
- 終戦記念ドラマスペシャル・この世界の片隅に（2011年8月5日、日本テレビ）
- ピッピと学ぶ イキイキ長生き検定（2017年6月3日） MC
- カープV8連覇の記憶 〜そして日本一へ〜（2017年10月1日）ナレーション
- ZERO×選挙2017 第1部（2017年10月22日）広島ローカルパートMC
- 祝連覇!完全生中継!カープ優勝パレード（2017年11月25日）MC
- テレビ派クリスマスSP（2017年12月22日） 井稲呉太郎リポーター
- 次の瞬間、熱くなれ。THE BASEBALL - 実況
- 世界遺産発トライアスロン それぞれの頂きへ（2019年8月12日）ナレーション
- HAPPY CARP YEAR あらたな1歩、お供します。（2020年1月4日）司会
- WATCH 真相に迫る「もの言わぬ証人 被服支廠」（2020年5月30日）ナレーション
- WATCH 真相に迫る「毒ガス島の記憶〜ヒロシマ もう一つの戦後75年〜」（2020年9月20日）ナレーション
- 24時間テレビ46 広島パート Part1「瀬戸内海の美しい海を守れ！未来へつなぐ夢のゴミ箱」（2023年8月27日）
- zero選挙広島（2024年10月27日）司会

## 書籍
著書
- 黒田博樹 人を導く言葉 - エースの背中を追い続けた15年 （2017年9月21日、発行：ヨシモトブックス / 発売：ワニブックス）ISBN 978-4847096068
- クラブ公認 広島ドラゴンフライズ完全ガイドブック 実況アナが伝えたい「バスケのミカタ」（2024年10月11日）ISBN 978-4862508133

## イベント
- 書籍『黒田博樹 人を導く言葉 〜エースの背中を追い続けた15年〜』著者 森拓磨アナ サイン会＆トーク「カープ取材の現場から」（2017年9月24日、レクト） ゲスト：さいねい龍二
- 書籍『黒田博樹 人を導く言葉 〜エースの背中を追い続けた15年〜』著者 森拓磨アナ トークショー（2017年10月14日、セレクトショップ「ヴィンセント」） トークテーマ「プロの仕事」
- 祝!増刷 書籍『黒田博樹 人を導く言葉 〜エースの背中を追い続けた15年〜』著者 森拓磨アナ サイン会＆トークショー（2017年12月10日11時～啓文社ポートプラザ店　同日14時～啓文社コア福山西店）

## 広テレ落語会
広テレ落語会（広島テレビ落語会）とは、2014年に照日家まい九（森拓磨アナウンサー）、照日家まと平（小野宏樹アナウンサー）、照日家あさ香（有田優理香アナウンサー）の3人で設立し、照日家まい九が主宰する会派。師匠は秋風亭てい朝。
- 師匠：秋風亭てい朝
- 番頭：照日家まい九（森拓磨アナウンサー） 設立メンバー
- 一門：照日家まと平（小野宏樹アナウンサー） 設立メンバー
- 一門：照日家あさ香（有田優理香アナウンサー） 設立メンバー
- 一門：照日家あや音（野口七海アナウンサー） 2016年第5回から参加。2018年3月28日広島テレビを卒業[7]、2018年4月からJRT四国放送アナウンサー[8]。
- 一門：照日家甘男（さいねい龍二） 2016年第5回から参加
- 客演：照日派出寿目樽（中島尚樹、from 劇団マージブル） 2016年第5回から参加
- 客演：照日派舞（井上恵津子、from 劇団マージブル） 2016年第5回から参加
- 客演：照日派朝華（AYAYA、from 劇団マージブル） 2016年第5回に参加
- 一門：照日家ふう花（塚原美緒） 2018年から参加
- 一門：照日家あう斗（澤村優輝アナウンサー） 2018年から参加
- 一門：二代目照日家甘男（吉田一貴）2019年第2回八丁堀落語会から参加

### 落語会
- 第1回広テレ落語 おさらい会（2014年12月27日、ライヴ楽座）
- 第2回広テレ落語会 〜夏だよ!夏の陣だよ!〜（2015年7月11日、広島市南区民文化センター スタジオ）
- 第3回広テレ落語会 〜鉄板のネタって何だろな？の巻〜（2015年12月26日、広島市南区民文化センター スタジオ）
- 劇団マージブル第4回作品 劇団マージブル×広テレ落語会 合同公演「パンチ♪ライン」（2016年5月28日,29日、6月11日,12日、エディオンスタジオ紙屋町）
- 第5回広テレ落語会 〜新人お披露目興業〜（2016年12月17日、エディオンスタジオ紙屋町）
- 劇団マージブル主催 第一回マージブル落語会 〜お寺で落語会〜（2017年2月19日、東広島市・徳正寺）
- 劇団マージブル主催 第二回マージブル落語会（2017年7月8日、festa SALUTE サルーテ）
- 落語会 A FAIR IN SELLECT SOUL SHOP（2017年7月8日、VINCENT & MIA）
- 第6回広テレ落語会 〜最初で最後の中町開催〜（2017年12月16日、広島テレビ12Fホール）
- 第7回広テレ落語会 〜新社屋だよ!全員集合〜（2018年5月26日、広島テレビホール（新社屋））
- 広島テレビ落語会 被災地支援募金・落語会（2018年7月28日[9]、広島テレビ1Fホール（新社屋））料金無料、募金箱設置
- 豪雨災害復興支援 広島青年僧侶春秋会落語会　西昭寺寄席（2018年11月17日、西昭寺）
- 第8回 広テレ落語会（2018年12月15日、広島テレビ1Fホール）
- 第9回 広テレ落語会 〜Udonyasan talking Fes.（2019年11月9日、小麦屋）
- 第2回八丁堀落語会（2019年12月1日、広島市中区・超覚寺）
- 第10回 広テレ落語会 〜三度の飯の数だけやります〜（2019年12月14日、エディオン広島本店 東館9階 紙屋町ホール）
- 八丁堀落語会（2020年11月1日、林鶯山 憶西院 超覺寺）
- 第11回 広テレ落語会（2023年2月25日、南区民文化センター スタジオ）